# HTC 플라이어 4G
HTC 플라이어 4G(Flyer 4G)는 HTC가 2011년에 출시한 태블릿 컴퓨터이다. 7인치 TFT-LCD 정전식 터치스크린에 해상도 1024 × 600 화소를 지원하며 최대 1600만 색을 지원한다. 배터리 용량은 4,000 mAh이며, 와이브로 전용 태블릿 컴퓨터로서 통화 기능은 지원하지 않는다. 해상도가 기본 안드로이드의 WVGA 호환으로 WVGA 전용 응용 프로그램을 사용할 수 있다. SMS는 사용 가능하나 전화기능은 빠져있다.
대한민국에서는 KT를 통해 2011년 7월 1일 출시되었다. 경쟁 기종은 삼성전자의 갤럭시 탭이 있다.

## 같이 보기
- 애니콜 갤럭시 탭
- 삼성 갤럭시 탭
- 모토로라 줌